# Campionats del món de ciclocròs de 1999
Els Campionats del món de ciclocròs de 1999 foren la 50a edició dels mundials de la modalitat de ciclocròs i es disputaren el 30 i 31 de gener de 1999 a Poprad, regió de Prešov, Eslovàquia. Foren tres les proves disputades.

## Resultats
| Prova        | Or              | Plata               | Bronze             |
| Cursa elit   | Mario De Clercq | Erwin Vervecken     | Adrie van der Poel |
| Cursa sub-23 | Bart Wellens    | Tom Vannoppen       | Timothy Johnson    |
| Cursa júnior | Mattew Kelly    | Sven Vanthourenhout | Thijs Verhagen     |

## Classificacions

### Classificació de la prova elit
| Pos. | Ciclista            | País          | Temps   |
| ---- | ------------------- | ------------- | ------- |
|      | Mario De Clercq     | Bèlgica       | 1:02:50 |
|      | Erwin Vervecken     | Bèlgica       | + 0.08  |
|      | Adrie van der Poel  | Països Baixos | + 0.24  |
| 4.   | Daniele Pontoni     | Itàlia        | + 1.24  |
| 5.   | Thomas Frischknecht | Suïssa        | + 1.42  |
| 6.   | Sven Nys            | Bèlgica       | + 2.09  |
| 7.   | Radomir Simunek sr. | Txèquia       | + 2.13  |
| 8.   | Peter Van Santvliet | Bèlgica       | + 2.49  |
| 9.   | Jiří Pospíšil       | Txèquia       | + 3.17  |
| 10.  | Ben Berden          | Bèlgica       | + 3.41  |

### Classificació de la prova sub-23
| Pos. | Ciclista          | País          | Temps  |
| ---- | ----------------- | ------------- | ------ |
|      | Bart Wellens      | Bèlgica       | 53.47  |
|      | Tom Vannoppen     | Bèlgica       | + 1.34 |
|      | Timothy Johnson   | Estats Units  | + 1.35 |
| 4.   | Steffen Weigold   | Alemanya      | + 1.53 |
| 5.   | John Gadret       | França        | + 2.05 |
| 6.   | Guillaume Benoist | França        | + 2.32 |
| 7.   | Emil Hekele       | Txèquia       | + 2.38 |
| 8.   | David Derepas     | França        | + 2.40 |
| 9.   | David Süssemilch  | Txèquia       | + 2.51 |
| 10.  | Pascal van Bussel | Països Baixos | + 3.06 |

### Classificació de la prova júnior
| Pos. | Ciclista             | País          | Temps  |
| ---- | -------------------- | ------------- | ------ |
|      | Mattew Kelly         | Estats Units  | 37.26  |
|      | Sven Vanthourenhout  | Bèlgica       | + 0.01 |
|      | Thijs Verhagen       | Països Baixos | + 0.12 |
| 4.   | David Kášek          | Txèquia       | + 1.04 |
| 5.   | William Frishkorn    | Estats Units  | + 1.07 |
| 6.   | Jean-Baptiste Béraud | França        | m.t.   |
| 7.   | Tim van Nuffel       | Bèlgica       | + 1.22 |
| 8.   | Wouter Bunning       | Països Baixos | + 1.28 |
| 9.   | Ronald Heigl         | Suïssa        | + 1.35 |
| 10.  | Hannes Genze         | Alemanya      | + 1.42 |

## Medaller
| Pos. | País          | Or | Plata | Bronze | Total |
| 1    | Bèlgica       | 2  | 3     | 0      | 5     |
| 2    | Estats Units  | 1  | 0     | 1      | 2     |
| 3    | Països Baixos | 0  | 0     | 2      | 2     |